# Rockaway Beach (Oregon)
Rockaway Beach é uma cidade localizada no estado norte-americano de Oregon, no Condado de Tillamook.

## Demografia
Segundo o censo norte-americano de 2000, a sua população era de 1267 habitantes.
Em 2006, foi estimada uma população de 1336, um aumento de 69 (5.4%).

## Geografia
De acordo com o United States Census Bureau tem uma área de
4,2 km², dos quais 4,0 km² cobertos por terra e 0,2 km² cobertos por água.

## Localidades na vizinhança
O diagrama seguinte representa as localidades num raio de 12 km ao redor de Rockaway Beach.